# Grand Prix littéraire de l’Afrique noire
Der Grand Prix littéraire de l’Afrique noire (deutsch: Großer Literaturpreis von Schwarzafrika), gelegentlich auch GPLAN abgekürzt, ist ein seit 1961 vergebener Literaturpreis, er löste die früher vergebenen Prix coloniaux ab.
Der Preis wird seit 1961 von der ADELF (Association des écrivains de langue française) in Paris für einen französischsprachigen Originaltext aus Schwarzafrika vergeben und war anfangs mit 2.000 französischen Franc dotiert. Im Jahr 2004 betrug das Preisgeld 10.000 Euro.

## Preisträger
- 1961: Aké Loba (Elfenbeinküste) für Kocoumbo, l’étudiant noir
- 1962: Cheikh Hamidou Kane (Senegal) für L’aventure ambiguë
- 1963: Jean Ikelle Matiba (Kamerun) für Cette Afrique-là
- 1964: Birago Diop (Senegal) für Contes et lavanes
- 1965: Bernard Binlin Dadié (Elfenbeinküste) für Patron de New York
- 1965: Seydou Badian (Mali) für Les Dirigeants africains face à leurs peuples
- 1966: Olympe Bhely-Quenum (Dahomey) für Le Chant du lac
- 1967: François Borgia Evembe (Kamerun) für Sur la terre en passant
- 1967: Jean Pliya (Dahomey) für Kondo, le requin
- 1968: Francis Bebey (Kamerun) für Le Fils d’Agatha Moudio
- 1969: Guy Menga (Republik Kongo) für La Palabre stérile
- 1970: Boubou Hama (Niger) für Kotia Nima
- 1971: Massa Makan Diabaté (Mali) für Janjon
- 1971: L’abbé Mviena (Kamerun) für L’Univers culturel et religieux du peuple Béti
- 1972: Henri Lopès (Kongo) für Tribaliques
- 1973: Alioum Fantouré (Guinea) für Le Cercle des tropiques
- 1974: Amadou Hampâté Bâ (Mali) für L’Etrange destin de Wangrin
- 1975: Etienne Yanou (Kamerun) für L’Homme Dieu de Bisso
- 1976: Aoua Kéita (Mali) für Femme d’Afrique
- 1977: Sory Camara (Guinea) für Gens de la parole: Essai sur les griots malinké
- 1978: Idé Oumarou (Niger) für Gros plan
- 1979: Lamine Diakhaté (Senegal) für Chalys d’Harlem
- 1980: Aminata Sow Fall (Senegal) für La Grève des Battu
- 1981: Jean-Marie Adiaffi (Elfenbeinküste) für La Carte d’identité
- 1982: Mariama Bâ (Senegal) für Un Chant écarlate (postum und außer Konkurrenz)
- 1982: Yodi Karone (Kamerun) für Nègre de paille und Titinga Frédéric Pacéré (Obervolta) für La Poésie des griots: Poèmes pour l’Angola (gleichrangig)
- 1983: Sony Labou Tansi (Kongo) für L’Anté-Peuple
- 1984: Modibo Sounkalo Keita (Mali) für L’Archer bassari
- 1985: Edem Kodjo (Togo) für Et demain l’Afrique (außer Konkurrenz)
- 1985: Jean-Pierre Makouta-Mboukou (Kongo) für Introduction à l’étude du roman négro-africain de langue française und Les Grands Traits de la poésie négro-africaine
- 1986: Bolga Baenga für Cannibale und Tierno Monenembo (Guinea) für Les Ecailles du ciel (gleichrangig)
- 1987: Jean-Baptiste Tati Loutard (Kongo) für Le récit de la mort
- 1988: Emmanuel Dongala (Demokratische Republik Kongo) für Le feu des origines
- 1989: Victor Bouadjio für Demain est encore loin
- 1990: Ahmadou Kourouma (Elfenbeinküste) für Monne, outrages et defis
- 1991: Amadou Hampâté Bâ (Senegal) für L’empire peul du Macina und Amkullel, l’enfant peul (Lifetime award)
- 1991: Kama Sywor Kamanda (Kongo) für La nuit des griots
- 1992: P.G. Ilboudo (Burkina Faso) für Le heraut tetu
- 1993: Maurice Bandaman (Elfenbeinküste) für Le fils de la femme male
- 1994: Calixthe Beyala  (Kamerun) für Maman a un amant
- 1995: Sylvain Bemba für Reves portatifs, Les Nouvelles Editions Africaines, Cinquante ans de musique du Congo-Zaire, 1920–1970: de Paul Kamba à Tabu-Ley, Le dernier des cargonautes und Noces posthumes de Santigone (Lifetime award)
- 1996: Léopold Sédar Senghor (Senegal) für Anthologie de la nouvelle poesie negre et malgache de langue francaise (Lifetime award)
- 1996: Abdourahman A. Waberi (Dschibuti) für Cahier nomade
- 1997: Daniel Biyaoula für L’impasse
- 1998: Gaston-Paul Effa (Kamerun) für Má
- 1999: Alain Mabanckou (Republik Kongo) für Bleu, blanc, rouge
- 2000: Ken Bugul (Senegal) für Riwan ou le Chemin de Sable
- 2002: Kossi Efoui (Togo) für La Fabrique des cérémonies
- 2003: Kangni Alem (Togo) für Cola Cola Jazz
- 2003: Alain-Patrice Nganang für Temps de chien
- 2004: Sami Tchak (Togo) für Littérature et engagement: Mongo Béti, un écrivain conscient de son devoir envers son peuple? und Togo: la démocratie introuvable
- 2005: Véronique Tadjo (Elfenbeinküste)
- 2005: Mahamoudou Ouédraogo (Burkina Faso)
- 2006: Edem Kodjo (Togo) für Port Mélo
- 2007: Bessora (Gabun) für Cueillez-moi jolis Messieurs…
- 2008: Jean Divassa Nyama (Gabun) für Vocation de dignité
- 2009: Jean Bofane (Demokratische Republik Kongo) für Mathématiques Congolaises
- 2010: Gabriel Okoundji (Republik Kongo) für L’äme blessée d’un éléphant noir
- 2011: Léonora Miano (Kamerun) für ihr Gesamtwerk
- 2012: Vénance Konan (Elfenbeinküste) für Edem Kodjo, un homme, un destin
- 2013: Augustin Emane (Gabun) für Albert Schweitzer, une icône africaine
- 2014: Eugène Ébodé (Kamerun) für Souveraine Magnifique
- 2015: Hemley Boum (Kamerun) für Les Maquisards
- 2016: Blick Bassy (Kamerun) für Le Moabi Cinéma
- 2017: Aristide Tarnagda (Burkina Faso) für Terre rouge
- 2018: Timba Bema (Kamerun) für Les seins de l’amante und Armand Gauz (Elfenbeinküste) für Camarade Papa
- 2019, 2020, 2021: In diesen Jahren wurde kein Preis vergeben.
- 2022: Noël Nétonon Ndjékéry (Tschad) für Il n'y a pas d'arc-en-ciel au paradis